# Gubbens gård och Gummans gård
Gubbens gård och Gummans gård er en uofficiel betegnelse for to pladser ved hhv. den nordlige og sydlige side Slottsbacken i Gamla stan i Stockholm. Ifølge traditionen menes med Gubben Oscar 2. af Sverige som plejede at promenere her i slutnigen af 1800-tallet.

## Geografi
Ved den nordlige og sydlige side af Slottsbackens findes to lavere områder så kan nås med bil fra Skeppsbron. Den nordlige del, udenfor Stockholms slots sydlige facade, ligger indgangen til Livrustkammaren. På den sydlige del findes den gamle gamle Stockholms telegrafstation og Flemingska palatset. Pladsen bliver også brugt til parkeringsområde og indkørsel til det tidligere tilflugtsrum under Slottsbacken, der idag er P-hus Slottsbacken, samt udkøring fra Österlånggatan.